# Myrmozercon antennophoroides
Myrmozercon antennophoroides (лат.) — вид мирмекофильных клещей семейства Laelapidae из отряда Mesostigmata (Dermanyssoidea, Dermanyssina). Встречаются в Европе: Италия. Микроскопического размера клещи (длина менее 1 мм) с субокруглым дорсальным щитом. Перитрем короткий, не выходит за передний край тазика II. Развиты метастернальные щетинки st4. Генитальный щиток усечен сзади. Представители вида ассоциированы с муравьями вида Camponotus aethiops (Camponotus, Hymenoptera). Вид был впервые описан в 1904 году итальянским энтомологом и акарологом Антонио Берлезе.